# Набережная улица (Зеленогорск)
На́бережная у́лица — улица в городе Зеленогорске Курортного района Санкт-Петербурга. Проходит от Приморского шоссе до Финского залива.
Первоначально называлась Rantakatu, что с финского языка можно перевести как Набережная улица. Этот топоним появился в 1920-х годах и связан с тем, что улица ведет к Финскому заливу.
После войны улице дали русский аналог финского названия — Набережная улица.
Сейчас улица представляет собой тропу.